# M51 (БРЭМ)
M51 (англ. Heavy Recovery Vehicle M51) — тяжёлая бронированная ремонтно-эвакуационная машина США 1950-х годов. Создана в 1951—1954 годах с использованием компонентов тяжёлого танка M103. Всего за время серийного выпуска в 1954—1955 годах было выпущено 187 БРЭМ M51, остававшихся на вооружении до 1970-х годов.